# Robert Royer
Robert Royer, né à Ixelles le 16 juillet 1906 et décédé à Woluwe-Saint-Lambert le 7 juillet 1979, est un militant chrétien et un militant wallon. D’abord directeur de la CGER, il a consacré sa vie à la cause wallonne du 20e siècle, travaillant dans de nombreux mouvements wallons, dont Rénovation wallonne est le plus réputé.  
Durant toute sa vie, deux thèmes vont l'inspirer et le guider : Église et Wallonie. Comme le rappelle Léopold Genicot, Robert Royer est « un chrétien convaincu, éclairé et ouvert » qui « entend déchristianiser la politique ». En outre, Royer va s'intéresser, de plus en plus, aux classes les moins favorisées de la population. Genicot dit lui-même que Robert Royer « souhaite un dialogue doctrinal entre marxistes et chrétiens pour établir convergences et divergences ». 

## Origines familiales, enfance et jeunesse
C'est à Ixelles que naît Robert Royer en 1906. Il est le descendant d'une famille de fermiers venue de Longchamps  (Eghezée) et qui s'est installée à Auderghem en 1910. Il ira souvent chez son oncle en Wallonie où il prendra plaisir à travailler dans les champs et à s'occuper des chevaux. 

## Études et carrière professionnelle
Robert Royer entreprend des études universitaires, qu'il réussit avec succès, et obtient un diplôme d'ingénieur, tout d'abord, et d'actuaire par la suite. En tant qu'ingénieur civil des mines, il entre comme attaché à la CGER (Caisse générale d'épargne et de retraite, acquise par Fortis dans les années 1990 et actuelle BNP Paribas-Fortis) en 1932. En 1937, il devient actuaire de la CGER,, avant d'en devenir le directeur en 1946,. Il prendra sa retraite en 1971,. 

## Carrière politique
Malgré son poste de directeur de la CGER, Robert Royer ne va cesser de s'intéresser à la prospérité de la Wallonie - qu'il veut catholique et francophone- jusqu'à la fin de sa vie. 

### Fondation et direction de deux mouvements wallons

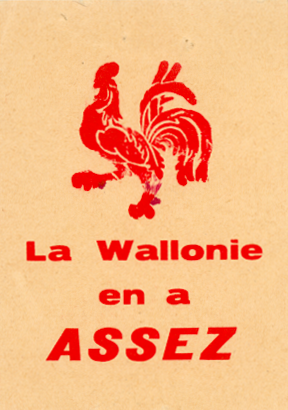
Tract distribué dans les premiers jours de la grève de 1960-1961, qui relança l'action wallonne.

Durant la guerre, lors de l'occupation allemande, Robert Royer commence à regrouper les catholiques wallons faisant partie de la Résistance. Il se lance ainsi activement dans la rédaction d'un journal clandestin de résistance catholique, la Wallonie catholique. Ce clandestin est à la base de la création, en 1943, du Mouvement wallon catholique (MWC). Son programme d'action immédiat était, premièrement, de combattre activement les allemands et, deuxièmement, de réaliser l'autonomie de la Wallonie et de restaurer les libertés démocratiques. Lors des réunions du Mouvement wallon catholique, on préparait également des revendications wallonnes pour le lendemain de la libération. Dès 1945, Robert Royer devient le secrétaire général du mouvement. 
À la fin de la guerre, Robert Royer va fonder un groupement d'étude et d'action avec l'aide de plusieurs personnes, dont le chanoine Jacques Leclercq et un groupe d'étudiants de l'Université Catholique de Louvain. Ce groupement, appelé Rénovation wallonne, Robert Royer en sera, ici aussi, le secrétaire général. L'objectif de ce mouvement était de contribuer en la solidarité de tous les Wallons, en s'occupant de toutes les questions d'ordre politique, linguistique, économique et social. Telle était la volonté de Robert Royer en tant que militant chrétien et wallon francophone : effectuer un travail de réflexion sur l'aspect culturel du problème wallon. Ce mouvement rencontre un double but : d'une part, « affirmer la place que les catholiques ont à prendre dans le mouvement wallon » afin d'en faire un mouvement unanime et, d'autre part, « regrouper les catholiques isolés ou affiliés à d'autres mouvements de défense wallonne ». Par la création de Rénovation wallonne, Robert Royer a institué un mouvement qui se veut indépendant et qui a pour but de rassembler les catholiques wallons. Des congrès annuels sont organisés par ce mouvement dont une grande partie ont été ouverts et clos par Robert Royer. Ce dernier a retranscrit certains de ses discours dans Histoire de Rénovation wallonne. 
Néanmoins, au fur et à mesure, l'action wallonne est mise en veilleuse. Elle entre même dans un état d'apparente léthargie. C'est par la grève de l'hiver 1960-1961 que l'action wallonne est relancée. De nombreux mouvements wallons sortent de cette léthargie dont le Mouvement catholique wallon et Rénovation wallonne. Cette dernière se restructure. Il y a désormais un comité général (avec Robert Royer à sa tête), des comités spéciaux, des comités régionaux, etc. Rénovation wallonne reprend vie et lance l'hebdomadaire Rénovation en 1962 dans lequel Royer s'exprime dans presque tous les numéros.

### Idée d'un régionalisme fédéral
Robert Royer se prononce aussi sur sa volonté de mettre en place un régionalisme fédéral consistant en la création de trois régions : la Région wallonne, la Région flamande et, éventuellement, la Région bruxelloise.

C'est une volonté qu'a eue Rénovation wallonne à partir du 2e semestre de 1945, influencée par la proposition de révision constitutionnelle de 1938 de Georges Truffaut, à la suite de recherches pour faire face aux problèmes politiques. Ce modèle avait pour but de remplacer le système unitaire existant. L'idée était d'assurer l'unité de la Wallonie tout en préservant celle de la Belgique. 
« … La solution de la question wallonne doit être audacieuse et prudente : il existe un moyen terme entre le provincialisme timoré et un fédéralisme téméraire. La solution consiste à faire coexister dans l’unité de la Belgique, l’unité de la Wallonie et l’unité de la Flandre. 
Il suffit pour cela de reprendre l’idée de M. Georges Truffaut et créer entre l’État et la province une institution nouvelle : la région, qui serait dotée d’un pouvoir législatif dont la compétence serait d’ordre culturel, social et économique. C’est le régime du régionalisme fédéral. 
 »
— R. ROYER, Histoire de Rénovation wallonne, p. 9
Robert Royer s'est prononcé à plusieurs reprises à propos de cette révision, notamment lors du Congrès national wallon des 11 et 12 mai 1956 où Robert Royer et Antoine Delfosse étaient chargés d'exposer le point de vue de Rénovation wallonne à propos de ce régionalisme fédéral. 
C'est ainsi qu'après que Robert Royer a préparé, au début de 1946, un « exposé des motifs pour un avant-projet de révision de la Constitution belge », une proposition d'avant-projet de Constitution fédérale est envoyée à la Chambre. Robert Royer y exige « la défense de toutes les libertés, linguistiques comprises, le maintien d'un régime démocratique, l'égalité en toute matière entre toutes les composantes belges, un Parlement paritaire ».

### Positionnement sur la question royale
Robert Royer, soutenu par Rénovation wallonne, va également se prononcer sur la question royale, qui cherche à savoir si Léopold III est autorisé à remonter sur le trône à la suite de son comportement durant la Deuxième Guerre Mondiale. Le mouvement va avoir une position tranchée qui est celle de Robert Royer : il va critiquer l'absolutisme du monde catholique en faveur de Léopold III. Ainsi, lors du Ve Congrès National Wallon à Liège, les 1er et 2 octobre 1949, une position forte dans la « question léopoldienne » fut prise : le Congrès s'est prononcé contre le retour du Roi. Parmi les participants, se trouvait Robert Royer, du même avis que la décision finale, c'est-à-dire contre le retour du Roi Léopold III.

### Délégation permanente des quatre Mouvements wallons
Le 21 mars 1965 est mis en place une Délégation Permanente regroupant les quatre Mouvements wallons (Rénovation wallonne, Mouvement populaire wallon, Wallonie libre et le Mouvement libéral wallon). Le but de cette délégation était de « rassembler le peuple wallon pour qu'il obtienne l'égalité dans l'État avec le peuple flamand et l'autonomie indispensable à son sauvetage ». Le bureau de la Délégation permanente est composé d'un représentant par mouvement. Pour Rénovation wallonne, c'est Robert Royer qui a été choisi pour remplir ce rôle. 
En tant que représentant de Rénovation wallonne, il va avoir de nombreuses tâches, notamment de prendre officiellement contact avec le Congrès national wallon, de rendre des rapports ou de donner des conférences de presse. Le 6 juin 1966, par exemple, il présidera une conférence de presse qui fera le tour des problèmes de l'autoroute de Wallonie et des Fouron.

## Publications
Robert Royer va beaucoup écrire durant sa vie, principalement à la fin de sa carrière. Il a d'ailleurs été l'un des rédacteurs du clandestin Wallonie catholique, créé en 1934. Il a également participé à l'hebdomadaire Rénovation à partir de 1962. 
En 1956, Robert Royer s'intéresse au système de pension en vigueur depuis 1925. Il publie alors Considérations sur les problèmes à résoudre à l'occasion de l'Instauration d'un système de pension dans lequel il fait une étude approfondie.
Depuis 1967 et jusque 1976, Robert Royer publie les brochures intitulées Vivre sa foi aujourd'hui en Wallonie. Il en écrira dix au total, chacune comportant entre 15 et 155 pages. Elles seront couramment appelées « les encycliques de Robert Royer ». Dans une grande partie d'entre elles, Robert Royer traite des idées chrétiennes mélangées à des idéaux marxistes. Il y fait également le lien entre l'Église et la Wallonie. 

Comme résumé de sa première brochure, il explique : 
« Pour vivre sa foi aujourd’hui en Wallonie, le chrétien doit s’insérer toujours davantage dans la vie de la communauté et, en particulier, participer activement au Mouvement wallon pour hâter l’émancipation du peuple wallon. Les chrétiens de Rénovation wallonne, qui ont toujours désiré une Église de Wallonie très incarnée dans la réalité que vivent les Wallons, ont l’immense satisfaction de voir leur action correspondre aux recommandations conciliaires. »
— R. ROYER, Vivre sa foi aujourd'hui en Wallonie (n°10), p. 39